# 마이크로소프트 포토드로
마이크로소프트 포토드로(Microsoft PhotoDraw)는 마이크로소프트에서 개발한 벡터 그래픽 및 래스터 이미지 편집 소프트웨어이다. 1999년에 마이크로소프트 오피스 2000 제품군의 일부로 출시되었으며 그래픽, 일러스트레이션 및 사진 구성을 만들고 편집하기 위해 특별히 설계되었다.
포토드로는 이미지 편집 도구, 그리기 및 페인팅 기능, 텍스트 조작, 특수 효과, 레이어 작업 기능을 포함한 다양한 기능을 제공했다. 또한 전단지, 브로셔, 웹 그래픽 등 다양한 유형의 디자인을 만드는 데 도움이 되는 템플릿과 클립 아트도 포함되어 있다.
초기 인기에도 불구하고 마이크로소프트 포토드로는 중요한 업데이트나 지속적인 개발을 받지 못했다. 마지막으로 출시된 버전은 마이크로소프트 오피스 2000 프리미엄과 함께 번들로 제공되고 윈도우 98 및 이후 버전의 윈도우와 호환되는 포토드로 2000이었다. 마이크로소프트는 결국 포토드로를 중단했으며 더 이상 적극적으로 지원되거나 구매할 수 없다.